# Романишин Сергій Володимирович
Сергій Володимирович Романишин (* 3 вересня 1975, Станькова, Калуський район, Івано-Франківська область) — український футболіст. Захисник або півзахисник, виступав, зокрема за «Карпати» (Львів), «Кремінь» (Кременчук), «Прикарпаття» (Івано-Франківськ), «Нафтохімік» (Нижньокамськ, Росія) та ряд албанських команд. Перший український футболіст, який виграв чемпіонат Албанії (2002, у складі «Динамо» Тирана).

## Клубна кар'єра
Виступав за «Скалу» (Стрий), «Карпати» (Львів), «Борисфен» (Бориспіль), «Кремінь» (Кременчук), «Прикарпаття» (Івано-Франківськ), «Нафтохімік» (Нижньокамськ, Росія) і «Динамо» (Львів).
Після 2000 року грав за албанські клуби «Динамо» Тирана (до 2003 і 2006/07), з яким виграв чемпіонат країни 2002 та став фіналістом Кубка Албанії 2002 року, «Влазнія» Шкодер (друга половина сезону 2002/03), «Беса» Каває (2003/04) й «Ерзені» (Шіяк).
Сезон 2004/05 і першу половину чемпіонату 2005/06 провів у першоліговому «Газовику-Скала» (Стрий). Згодом виступав за албанські «Шкумбіні» Пекін (друга половина сезону 2005/06) і «Скендербеу» Корче (із січня 2007).

## Виступи за збірну
Виступав за юнацьку збірну України U-18.

## Титули та досягнення
- Чемпіон Албанії: 2002[4]